# Fórmula de Parkland
La Fórmula de Parkland es una fórmula utilizada para estimar la cantidad de fluido de reposición requerida para las primeras 24 horas en un paciente quemado a fin de garantizar que permanezca hemodinámicamente estable.

## Cálculo de líquidos requeridos
La cantidad en mililitros de fluidos requeridos para las primeras 24 horas - normalmente lactato de Ringer - es cuatro veces el producto del peso corporal y del porcentaje de quemadura (es decir, el área de superficie corporal afectada por la quemadura).
La primera mitad del fluido se administra dentro de las primeras 8 horas posteriores a la quemadura, y la mitad restante en las siguientes 16 horas. Solo se tienen en cuenta quemaduras de segundo y tercer grado, las quemaduras de primer grado no causan desplazamiento de fluidos hemodinámicamente significativo como para justificar el reemplazo de líquidos.
La fórmula de Parkland es matematicámente expresada como:

donde la masa (m) está en kilogramos (kg), el área (A) como un porcentaje de la superficie corporal total quemada y el volumen (V) está en mililitros (ml). Por ejemplo, una persona que pesa 75 kg con quemaduras en el 20% de su superficie corporal total requeriría 4 x 75 x 20 = 6000 ml de líquido de reemplazo dentro de las 24 horas. La primera mitad de esta cantidad se administra dentro de las primeras 8 horas posteriores a la quemadura, y el líquido restante se administra en las siguientes 16 horas.
El porcentaje de la quemadura en adultos se puede estimar mediante la aplicación de la Regla de los nueves de Wallace: 9% para cada brazo, 18% para cada pierna, 18% para la parte delantera del torso, 18% para la parte posterior del torso, y 9% para la cabeza y el 1% para el perineo.